# Triângulo negro
O triângulo preto invertido era um dos triângulos do Holocausto na Alemanha Nazi, foi usado para identificar os prisioneiros que eram catalogados como asozial [de] (associal) e arbeitsscheu (impróprios para a vida comunitária), esses estereótipos eram associados principalmente aos povos Romani e Sinti, sendo ambos o principal grupo marcados com o triângulo preto.
Foi também usado, em menor escala, para identificar alcoólatras, sem-teto, mendigos, nômades, prostitutas, mulheres adúlteras, para arianos que mantinham relações sexuais com judeus, pessoas registradas com deficiência física ou transtorno mental ou tidas como deficientes, grevistas, assassinos, ladrões e militantes políticas. Mulheres catalogadas como associais incluíam lésbicas e não-conformistas.

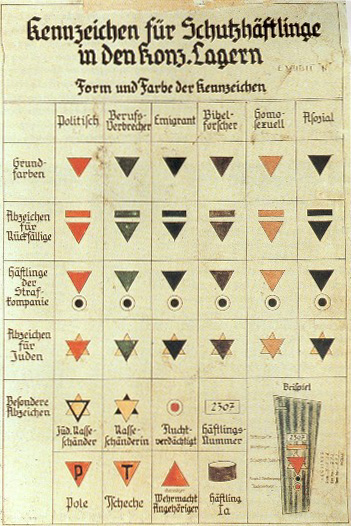
O triângulo preto no contexto do sistema de marcação de prisioneiros em campos de concentração nazistas.

## Uso

### Romani
Os homens Romani eram marcados com o triângulo marrom e com o triângulo preto. Enquanto o grupo étnico Romani, intitulado Sinti que vivia na Europa Central, tendia a ser marcado com o triângulo preto, os demais grupos étnicos Romanis eram marcados com o triângulo marrom. Mulheres Romanis eram, via de regra, marcadas com o triângulo preto.
Embora o triângulo preto fosse um símbolo usado pelo regime nazista para muitos grupos, ele foi designado especialmente para a população Romani na Europa. No início da Solução Final ele era usado exclusivamente para o povo cigano.

### Sem-teto, alcoólatras e nômades
Durante o período de dominação nazista, mais de 12 mil pessoas consideradas como sendo arbeitsscheu (Impróprias para a vida comunitária), em sua ampla maioria mendigos, alcoólatras, nômades e pessoas sem residência fixa, foram mandadas para campos de concentração com fins trabalhistas. Apesar de inicialmente não haver uma lógica de extermínio direcionada a essa população, a maioria acabava morrendo devido as condições insalubres dos campos e também eram submetidos à processos de esterilização.

### Mulheres associais
O triângulo preto era usado em menor escala em mulheres associais, nas quais eram enquadradas prostitutas, mulheres estéreis e sem residência fixa e, segundo alguns movimentos sociais, mulheres lésbicas. Ciganos também eram marcados com o triângulo marrom.
Uma das poucas prisioneiras lésbicas identificadas foi Henny Schermann, presa em 1940. Ela foi enviada para o campo Ravensbrück com “Vendedora solteira de Frankfurt. Lésbica libertina, Evitava usar o nome 'Sara'. Judia sem pátria” como descrição em sua ficha, apesar de ter sua sexualidade citada em sua ficha, Henny não foi presa por ser lésbica e sim por ser judia.

### Prostitutas
Os Nazistas, a principio também consideravam as mulheres prostitutas como sendo impróprias para a vida comunitária, o que acarretou em prisões e esterilizações forçadas. Apesar disso, a prostituição em si era legalizada e as prostitutas arianas não sofriam as mesmas punições.

## Controvérsia sob o uso por lésbicas
Durante os anos 70 e 80, grupos lésbicos causaram polêmica ao reivindicar o uso do símbolo do triângulo negro como sendo parte da história lésbica, alegando que mulheres lésbicas também eram sistematicamente perseguidas pelos nazistas.
O uso foi duramente criticado e questionado sob o fundamento de que o comportamento sexual lésbico não foi criminalizado nos termos do parágrafo 175 do Código Penal Alemão (o que descartava a argumentação de opressão direcionada), apenas a homossexualidade masculina e também pelo fato de não existir nenhum registro oficial apontando para o triângulo preto ter sido imposto a lésbicas pelo simples fato delas serem lésbicas.
Nos arquivos do Ravensbrück (campo de concentração direcionado a mulheres) é sabido de quatro casos de mulheres com uma observação adicional em seus registros de serem lésbicas, apesar disso nenhuma das quatro foi presas por serem lésbicas, duas foram perseguidas por motivos políticos e duas por serem judias.